# Palacio de Villalegre
El palacio de Villalegre es un edificio histórico situado en el municipio español de Guadix, en la provincia de Granada, comunidad autónoma de Andalucía. Levantado en el siglo XVI como una casa palaciega, en la actualidad el edificio acoge dependencias de la administración local de Guadix.

## Características
Se trata de una casa palaciega levantada en el siglo XVI que en sus orígenes fue propiedad de la familia Fernández de Córdoba, pasando en 1685 a manos del marqués de Villalegre. El palacio se encuentra ubicado en pleno centro histórico de Guadix, en frente del antiguo Hospital Real. El edificio presenta paramentos de ladrillo, si bien la portada está realizada en piedra. El acceso al interior se realiza a través de un amplio zaguán cubierto por un alfarje. La fachada se ve presidida por dos torres de varias alturas, desde las cuales se divisa la ciudad. A lo largo de su existencia el palacio ha conocido diversos usos, llegando a ser empleado como cuartel de la Guardia Civil o acogiendo una corrala de vecinos. En la actualidad acoge dependencias municipales.